# Eddie Carroll
Eddie Carroll né à Edmonton, Alberta, Canada, le 5 septembre 1933 et décédé à Woodland Hills, Californie, le 6 avril 2010, est un acteur canadien.

## Filmographie
- 1966 : The Last of the Secret Agents? (en) : Slate Boy
- 1970 : The Don Knotts Show (en) (série TV) : Regular
- 1979 : Goldie and the Boxer (TV) : Reporter
- 1983 : Mickey's Christmas Carol : Ghost of Christmas Past (Jiminy Cricket) (voix)
- 1986 : Jiminy Cricket's Christmas (vidéo) : Jiminy Cricket (voix)
- 1987 : DTV 'Doggone' Valentine (TV)
- 1994 : Disney Sing-Along-Songs: The Bare Necessities (vidéo) : Jiminy Cricket (voix)
- 1998 : Disney Sing-Along-Songs: Very Merry Christmas Songs (vidéo) : Jiminy Cricket (voix)
- 2000 : Bobby's Whore : Mr. Kelson
- 2001 : House of Mouse (série TV) : Jiminy Cricket (voix)
- 2001 : Mickey's Magical Christmas: Snowed In at the House of Mouse (vidéo) : Jiminy Cricket